# Cormost
Cormost est une commune française, située dans le département de l'Aube en région Grand Est.

## Géographie
|                  | Les Bordes-Aumont   | Saint-Thibault       |
| La Vendue-Mignot | Cormost             |                      |
|                  | Les Loges-Margueron | Montceaux-lès-Vaudes |

### Toponymie
Curmollum,  en 1097, Cormost est un mot  français provenant de corme dérivé du latin corma désignant le fruit du sorbier.

### Hydrographie
La commune est dans la région hydrographique « la Seine de sa source au confluent de l'Oise (exclu) » au sein du bassin Seine-Normandie. Elle est drainée par l'Hozain, le Fossé 01 de la Petite Ecluse, le Fossé 01 de la Vendue Charles, le Fossé 01 de l'Étang, le Fossé 01 des Vergers et le ru de Verien,.
L'Hozain, d'une longueur de 25 km, prend sa source dans la commune de Lantages et se jette  dans la Seine à Bréviandes, après avoir traversé douze communes.

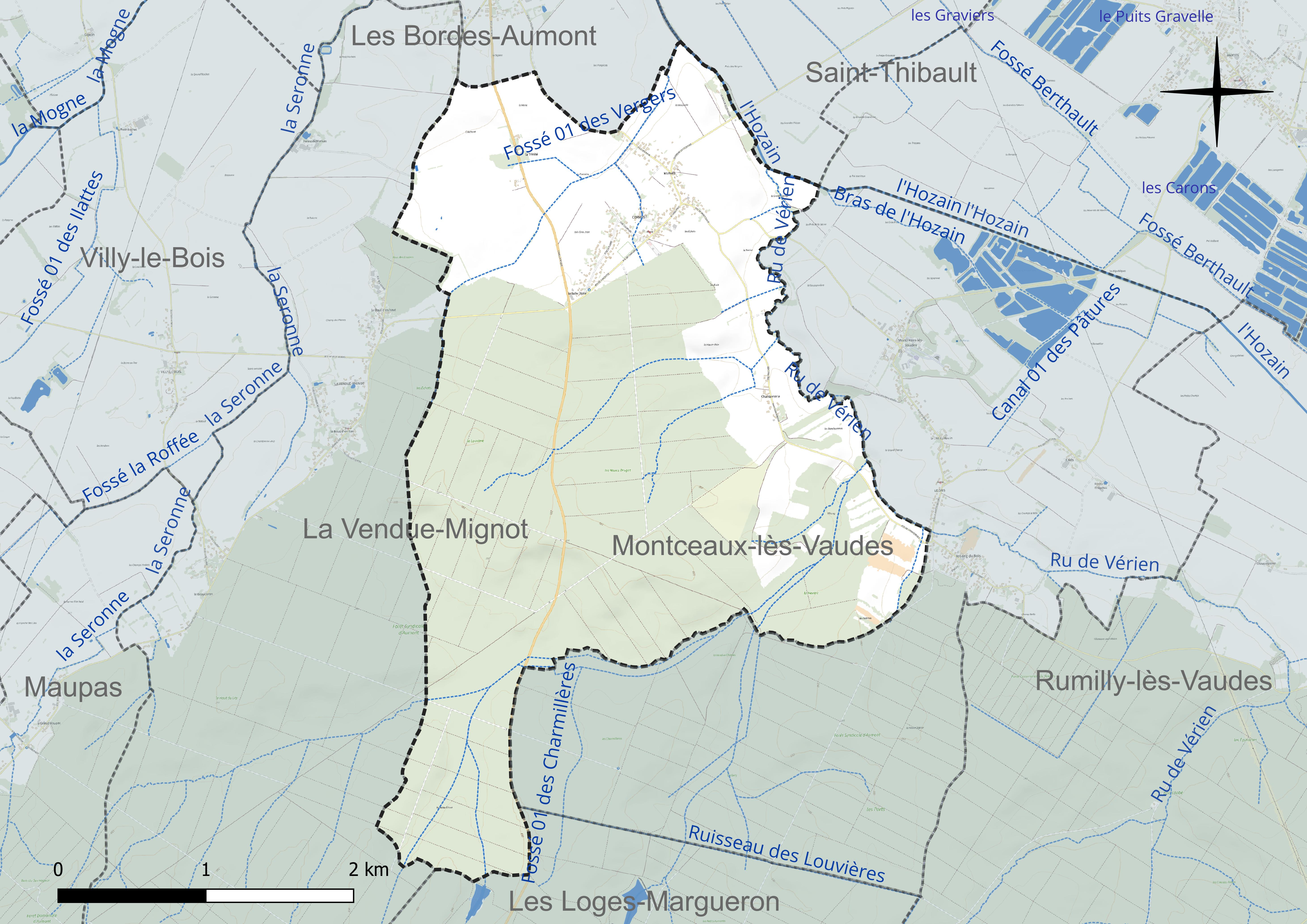
Réseau hydrographique de Cormost.

### Climat
Pour des articles plus généraux, voir Climat du Grand Est et Climat de l'Aube.
En 2010, le climat de la commune est de type climat océanique dégradé des plaines du Centre et du Nord, selon une étude du Centre national de la recherche scientifique s'appuyant sur une série de données couvrant la période 1971-2000. En 2020, Météo-France publie une typologie des climats de la France métropolitaine dans laquelle la commune est exposée à un climat océanique altéré et est dans la région climatique Lorraine, plateau de Langres, Morvan, caractérisée par un hiver rude (1,5 °C), des vents modérés et des brouillards fréquents en automne et hiver.
Pour la période 1971-2000, la température annuelle moyenne est de 10,5 °C, avec une amplitude thermique annuelle de 15,9 °C. Le cumul annuel moyen de précipitations est de 728 mm, avec 11,6 jours de précipitations en janvier et 7,9 jours en juillet. Pour la période 1991-2020, la température moyenne annuelle observée sur la station météorologique de Météo-France la plus proche, « Saint-Pouange », sur la commune de Saint-Pouange à 9 km à vol d'oiseau, est de 11,5 °C et le cumul annuel moyen de précipitations est de 707,5 mm. 
La température maximale relevée sur cette station est de 42,2 °C, atteinte le 24 juillet 2019 ; la température minimale est de −21 °C, atteinte le 9 janvier 1985,,.
Les paramètres climatiques de la commune ont été estimés pour le milieu du siècle (2041-2070) selon différents scénarios d'émission de gaz à effet de serre à partir des nouvelles projections climatiques de référence DRIAS-2020. Ils sont consultables sur un site dédié publié par Météo-France en novembre 2022.

## Urbanisme

### Typologie
Au 1er janvier 2024, Cormost est catégorisée commune rurale à habitat dispersé, selon la nouvelle grille communale de densité à 7 niveaux définie par l'Insee en 2022.
Elle est située hors unité urbaine. Par ailleurs la commune fait partie de l'aire d'attraction de Troyes, dont elle est une commune de la couronne,. Cette aire, qui regroupe 209 communes, est catégorisée dans les aires de 200 000 à moins de 700 000 habitants,.

### Occupation des sols
L'occupation des sols de la commune, telle qu'elle ressort de la base de données européenne d’occupation biophysique des sols Corine Land Cover (CLC), est marquée par l'importance des forêts et milieux semi-naturels (62,4 % en 2018), une proportion sensiblement équivalente à celle de 1990 (63 %). La répartition détaillée en 2018 est la suivante : 
forêts (62,4 %), terres arables (28,2 %), zones agricoles hétérogènes (4,8 %), zones urbanisées (3,1 %), prairies (1,5 %). L'évolution de l’occupation des sols de la commune et de ses infrastructures peut être observée sur les différentes représentations cartographiques du territoire : la carte de Cassini (XVIIIe siècle), la carte d'état-major (1820-1866) et les cartes ou photos aériennes de l'IGN pour la période actuelle (1950 à aujourd'hui).

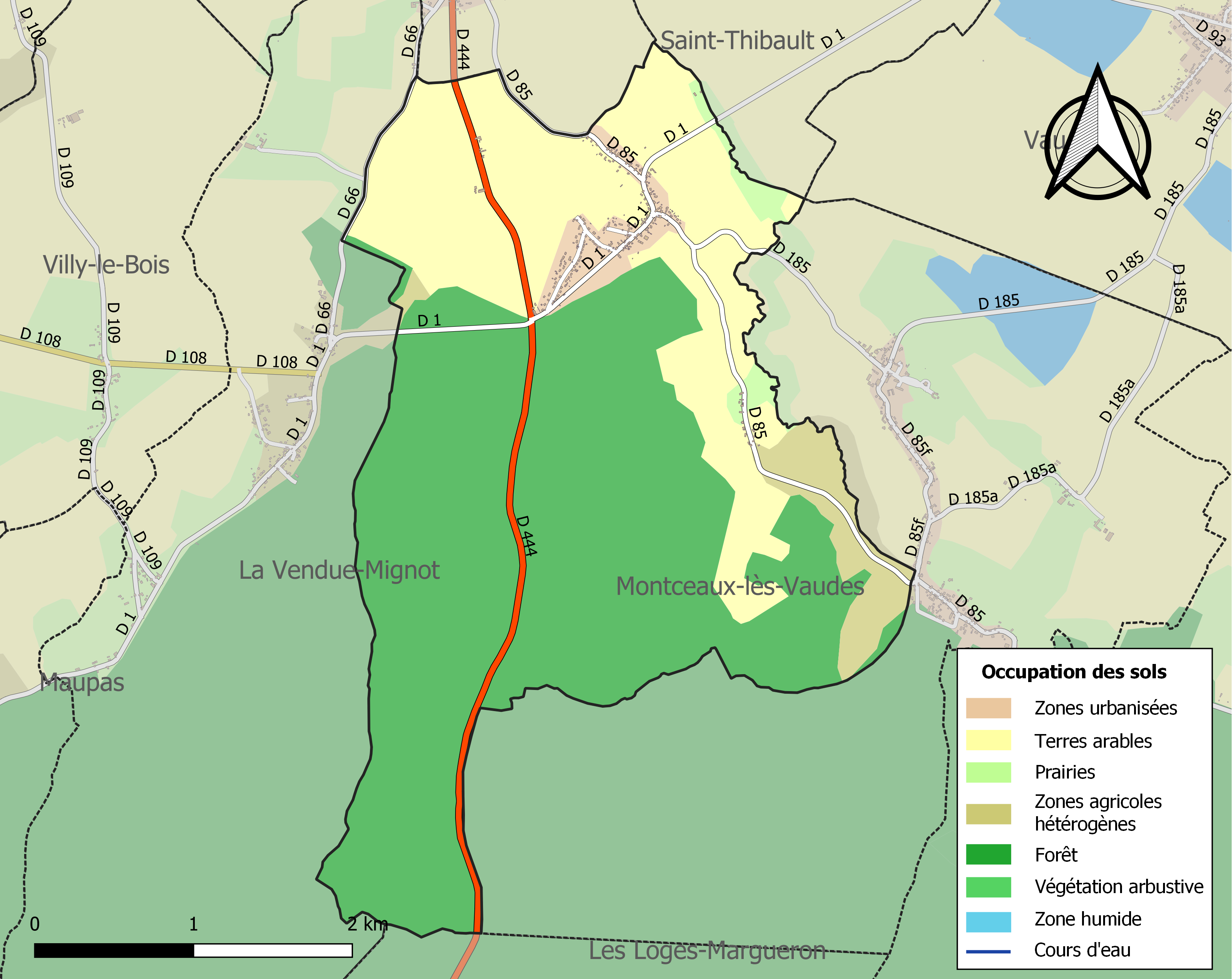
Carte des infrastructures et de l'occupation des sols de la commune en 2018 (CLC).

## Histoire
Il est cité en 1097 dans la charte de fondation du prieuré de l'Isle, le comte de Troyes, Hugues approuvait la donation faite par Robert à l'abbaye de Molesme.Complétée en 1234 par le comte Thibauld de cinquante arpents de bois.
En 1640 est fait un inventaire des droits de la communauté, huit arpents de bois et broussailles plus trois fauchée de prés en plus des usages spécifiques de la communauté d'Ilse. En 1789, Cormost dépendait de l'intendance et de la généralité de Chalons, de l'élection de Troyes et du bailliage d'Aumont.

## Politique et administration
Cormost faisait, du 29 janvier au 29 décembre 1790 du canton d'Aumont puis de celui d'Isle-Aumont jusqu'en l'An IX.
| Période                                  | Période  | Identité          | Étiquette | Qualité  |
| ---------------------------------------- | -------- | ----------------- | --------- | -------- |
| avant 1988                               | ?        | Lucien Payn       |           |          |
| mars 2001                                | 2014     | Christian Palaggi |           |          |
| mars 2014                                | En cours | Claude Gaurier    | DVD       | Retraité |
| Les données manquantes sont à compléter. |          |                   |           |          |

## Démographie
L'évolution du nombre d'habitants est connue à travers les recensements de la population effectués dans la commune depuis 1793. Pour les communes de moins de 10 000 habitants, une enquête de recensement portant sur toute la population est réalisée tous les cinq ans, les populations de référence des années intermédiaires étant quant à elles estimées par interpolation ou extrapolation. Pour la commune, le premier recensement exhaustif entrant dans le cadre du nouveau dispositif a été réalisé en 2007.

En 2022, la commune comptait 291 habitants, en évolution de −5,83 % par rapport à 2016 (Aube : +0,7 %, France hors Mayotte : +2,11 %).
| 1793 | 1800 | 1806 | 1821 | 1831 | 1836 | 1841 | 1846 | 1851 |
| ---- | ---- | ---- | ---- | ---- | ---- | ---- | ---- | ---- |
| 222  | 264  | 333  | 277  | 310  | 311  | 312  | 310  | 337  |

| 1856 | 1861 | 1866 | 1872 | 1876 | 1881 | 1886 | 1891 | 1896 |
| ---- | ---- | ---- | ---- | ---- | ---- | ---- | ---- | ---- |
| 300  | 291  | 301  | 254  | 249  | 237  | 229  | 251  | 213  |

| 1901 | 1906 | 1911 | 1921 | 1926 | 1931 | 1936 | 1946 | 1954 |
| ---- | ---- | ---- | ---- | ---- | ---- | ---- | ---- | ---- |
| 196  | 176  | 165  | 131  | 162  | 133  | 143  | 136  | 153  |

| 1962 | 1968 | 1975 | 1982 | 1990 | 1999 | 2006 | 2007 | 2012 |
| ---- | ---- | ---- | ---- | ---- | ---- | ---- | ---- | ---- |
| 134  | 120  | 139  | 275  | 312  | 262  | 283  | 286  | 305  |

| 2017 | 2022 | - | - | - | - | - | - | - |
| ---- | ---- | - | - | - | - | - | - | - |
| 307  | 291  | - | - | - | - | - | - | - |

## Lieux et monuments

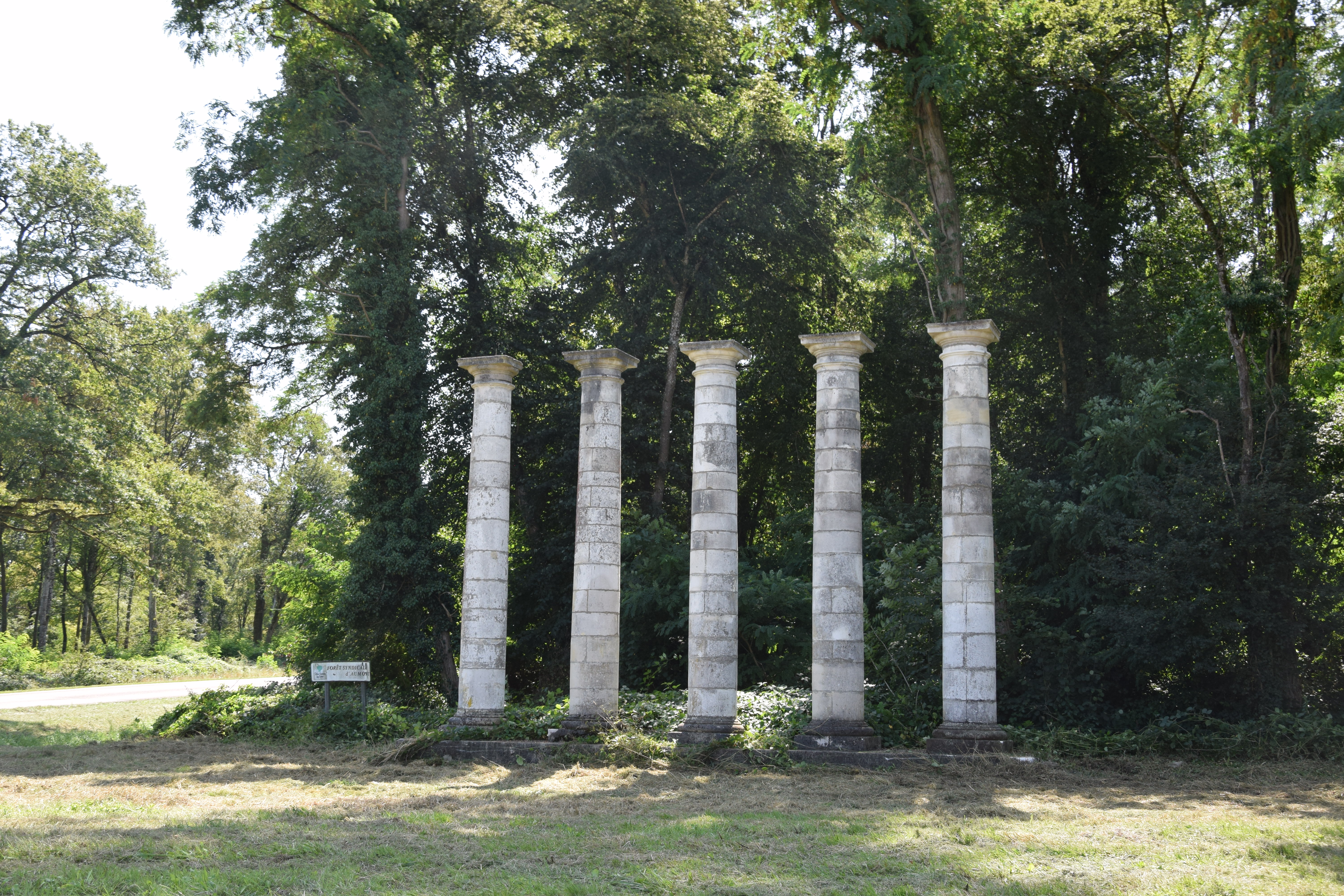
Colonnes de la cour du palais de justice de Troyes.

Église, sous le vocable de Saint-Joseph, qui était à la paroisse de l'Isle avant de passer à celle de Montceaux ; ces Calice et patène sont du XIXe siècle.